# 도그파이트

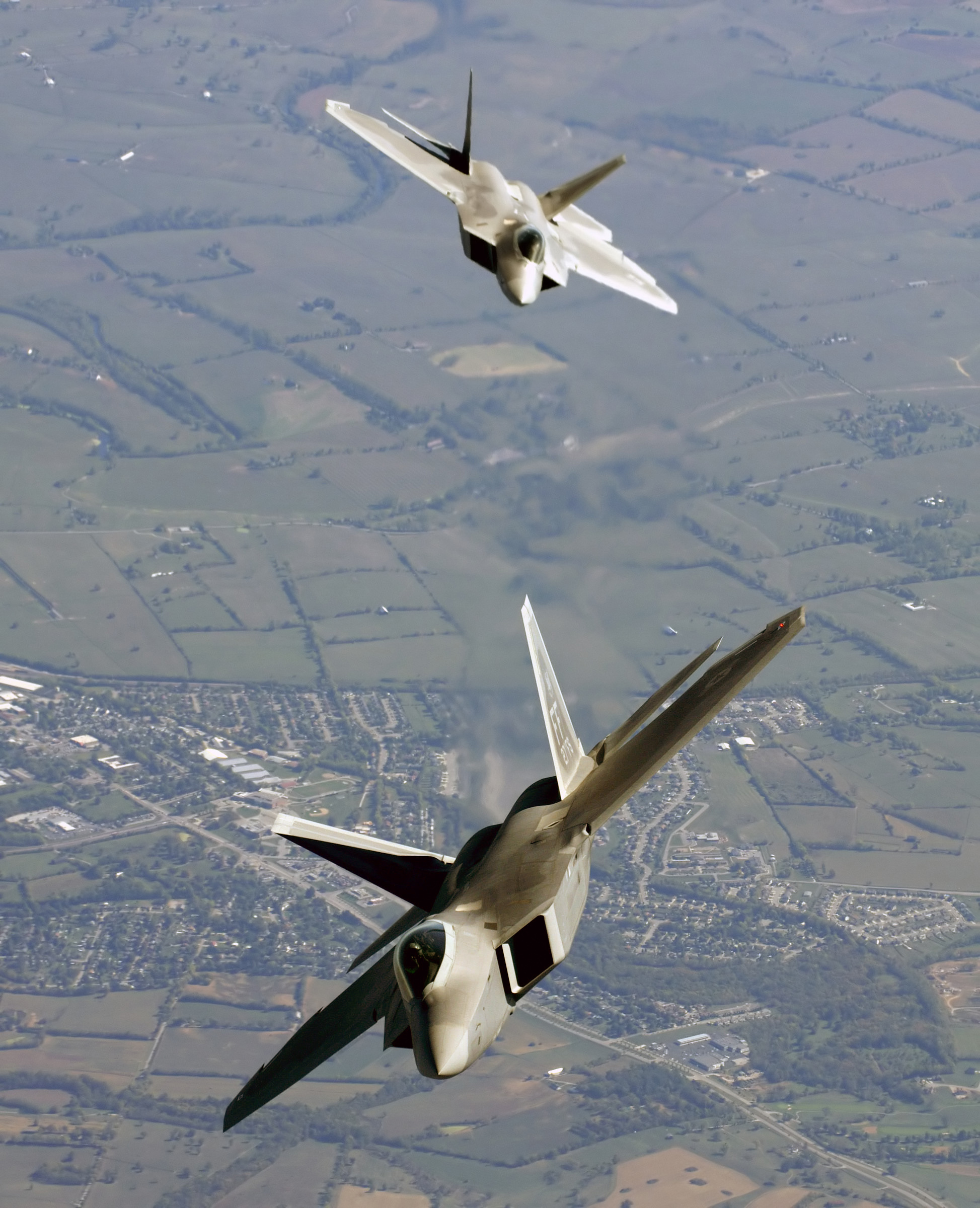
격추전 훈련 중인 F-22 랩터

도그파이트(dogfight)는 전투기들간의 전투이다. 격추전 또는 근접전이라고도 불린다.

## 역사

### 제1차 세계대전
비행기가 투입된 최초의 전쟁은 제1차 세계대전이었다. 그러나 1차 대전 초기 비행기는 최대 속력이 시속 100km에 간신히 도달하는 성능을 지닐 뿐이 었고 피스톤 엔진을 동력으로하는 프로펠러 기였기 때문에 주요 임무는 정찰이었다. 당시 비행기 조종사들 사이에는 하늘을 나는 동료라는 개념이 있어서 적국의 조종사라 할지라도 공중에서 손을 흔들어 주기까지 하였다고 한다. 상대방의 정찰을 방해하려는 목적으로 서로에게 권총을 쏘았던 것이 초기 격추전의 모습이었다. 격추전을 목적으로 만들어진 최초의 전투기는 프랑스의 모란 보렐 단엽기였다. 프로펠러 뒤에 고정식 8mm 호치키스 기관총으로 무장한 이 전투기는 프로펠러에 총알을 튕겨낼 수 있는 장갑을 달아 기관총에서 발사한 총알이 프로펠러에 맞더라도 문제없이 비행할 수 있도록 하였다.
1915년 8월 1일 독일은 동조장치를 갖춘 기관총을 탑재한 포커 E.I 전투기를 전쟁에 투입하여 제공권을 장악하였다. 동조장치는 프로펠러의 회전과 기관총의 발사 장치를 연동하여 프로펠러가 총구를 가릴 때는 총알이 발사되지 않도록 한 장치이다. 이 장치로 인해 본격적인 격추전이 시작되었다. 포커기를 앞세운 독일 공군의 출격은 포커의 징벌이라 불렸다. 우수한 전투기를 앞세운 독일 공군의 조종사들은 막스 임멜만의 임멜만 선회와 같은 격추전 전술을 개발하였다. 초기 영국 전투기는 독일 전투기의 우세한 성능에 밀려 떠있는 표적에 불과할 정도였다. 그러나 1916년 이후 영국은 F.E.2b와 같은 신형 전투기들을 전장에 투입하여 제공권을 회복하였다. 프랑스 역시 경주용 비행기를 개조한 뉴폴 11을 앞세워 1916년 무렵에는 독일 공군과의 격추전에서 우세를 보일 수 있었다. 1차 세계대전 이후 미국, 이탈리아, 일본, 러시아 등에 전투기가 도입되었다.

### 스페인 내전
1차 세계대전 이후 비행기의 성능은 나날이 향상되어 1936년 비행기의 최고 속력은 시속 250km를 넘어섰다. 이 기간 동안 군용 항공기는 폭격기로서의 역할이 강조되었다. 당시에는 너무나 빠른 비행기의 속력 때문에 격추전은 무용지물이 될 것이라 여겼다. 그러나, 스페인 내전을 지원한 나치 독일의 독일 공군은 새로운 격추전 전술을 개발하여 위력을 발휘하였다. 독일 공군은 "V"형 편대 비행술로 격추전의 화력을 증가시킬 수 있었다.

### 제2차 세계대전
제2차 세계대전 동안 연합군과 추축국은 모두 격추전과 제공권 장악의 중요성을 인식하고 있었고 다양한 전술과 함께 숙련된 조종사를 육성하는데 힘썼다. 독일 공군의 에리히 하르트만은 3년 동안 825차례 출격하여 단 한 차례도 피격되지 않고 352대를 격추하는 기록을 세웠다. 하르트만은 패전 후 소련의 포로로 10년 동안 수용되었으며 이후 서독의 공군에서 복무하였다. 이 외에도 영국 공군의 브렌든 피뉴케인, 미국의 로버트 존슨, 일본의 사카이 사부로, 소련의 이반 코제두프 등이 격추왕으로 널리 알려져 있다.

## 같이 보기
- 영국 본토 항공전
- 에리히 하르트만
- 키이우의 유령
- 이멜만 반전